# Samuel Frederick Gray

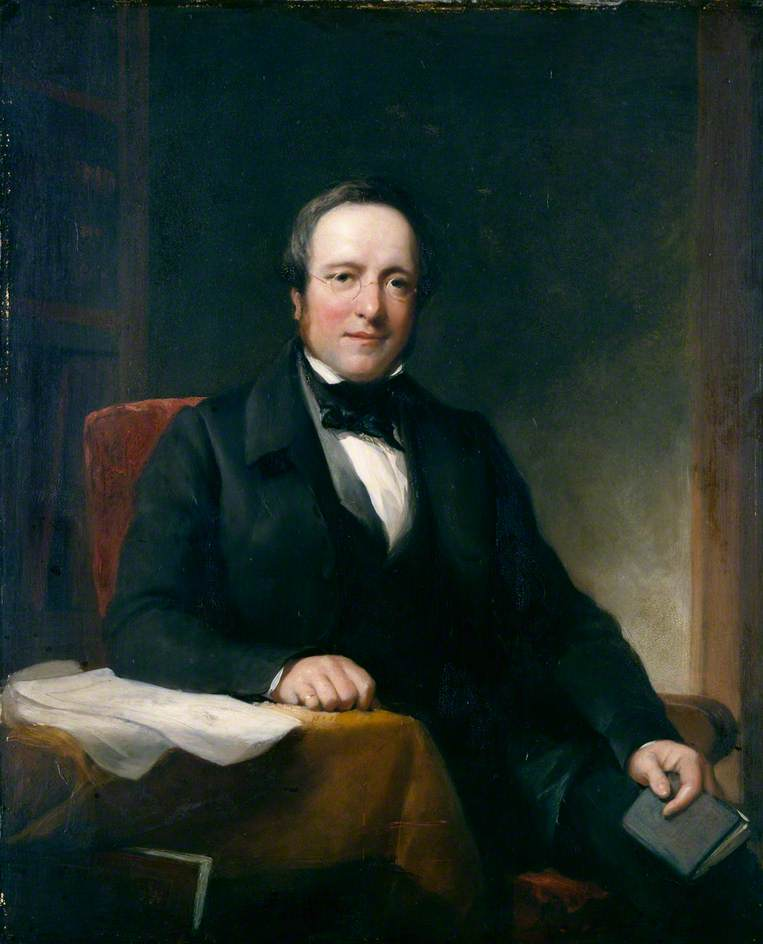
Samuel Frederick Gray

Samuel Frederick Gray (1766–1828) – angielski farmakolog i botanik.
Był aptekarzem w Walsall w hrabstwie Staffordshire (1797–1800). Później wykładał botanikę w Londynie. Zajmował się systematyką grzybów i roślin naczyniowych.
Jego synami byli John Edward Gray (1800–1875) i George Robert Gray (1808–1872)
Napisał m.in. A Natural Arrangement of British Plants, 1821.